# 1954 في الأردن
تسرد المقالة الأحداث التي حدثت خلال عام 1954 في الأردن.

## شاغلي المناصب
- الملك: الحسين
- رئيس الوزراء:
  - حتى 4 أيار / مايو: فوزي الملقي
  - من 4 أيار / مايو: توفيق أبو الهدى

## أحداث
- الانتخابات العامة الأردنية 1954.[1]